# Lars Kebbon
Lars Olof Kebbon, född 4 oktober 1929 i Köping, död 24 februari 2006 i Uppsala, var en svensk psykolog. 
Kebbon, som var son till kontraktsprost Nils Kebbon och Signe Ericsson, avlade studentexamen i Uppsala 1949, blev filosofie kandidat 1954, filosofie licentiat 1961, filosofie doktor i Uppsala 1965 och docent i psykologi vid Uppsala universitet samma år. Han var forskningsassistent på Akademiska sjukhuset och vid Uppsala universitet 1956–1961 och psykolog vid Uppsala universitet (forskningsavdelningen på Ulleråkers sjukhus) från 1961. Han var konsulterande psykolog vid Militärpsykologiska institutet 1954–1960 och på Salberga sjukhus 1957–1964. Han var verkställande direktör för Skandinaviska Testförlaget AB och Stiftelsen för tillämpad psykologi i Stockholm från 1966. Han var ledamot av Nordiska psykologers samarbetskommitté 1964–1966 och innehade diverse förtroendeuppdrag inom Sveriges psykologförbund och Sveriges akademikers centralorganisation 1961–1967. Han var redaktionssekreterare för studenttidningen Ergo 1957 och redaktör för tidskriften Psykolognytt 1961–1966. Han var ledamot av Socialstyrelsens vetenskapliga råd från 1975.